# Félicie Point
Der Félicie Point (französisch Cap Félicie, in Argentinien [sic!] Cabo Félice, in Chile [sic!] Punta Felicie) ist eine Landspitze, die das südliche Ende von Lion Island im Palmer-Archipel westlich der Antarktischen Halbinsel bildet. Sie liegt unmittelbar östlich der Anvers-Insel am Übergang von der Gerlache-Straße zum Lion Sound.
Teilnehmer der Belgica-Expedition (1897–1899) des belgischen Polarforschers Adrien de Gerlache de Gomery kartierten und benannten sie. Der weitere Benennungshintergrund ist nicht überliefert. Das Advisory Committee on Antarctic Names übertrug 1953 die französische Benennung ins Englische.